# 奥共加
奥共加（德語：KPÖ PLUS）是奥地利的一个左翼选举联盟。该联盟成立于2017年5月，由奥地利共产党（KPÖ）和青年绿党（该组织原为绿党—绿色替代的青年翼，于2017年春季被开除出党；2018年6月，改组为青年左翼）组成。该联盟的意识形态是共产主义、环境保护主义。该联盟的总部位于维也纳。